# Утва 56/60
Утва 56 и Утва 60 је авион четворосед, са клипним мотором, којег је произвела Фабрика авиона из Панчева (бивша СФРЈ, данас Србија). Ознаку Утва-56 је носио протопип авиона док је побољшана верзија овог авиона која је ушла у серијску производњу носила ознаку Утва 60. То је био авион потпуно металне конструкције, висококрилац са упорницама, фиксног стајног трапа и клипним мотором. Поред пилота имао је места за три путника. Пројектовали су га инжењери: Бранислав Николић, Драгослав Петковић, Јован Чубрило и Никола Димитријевић.

## Пројектовање и развој
Појачано укључивање ваздухоплова у службу привреде инспирисала је групу конструктора фабрике авиона Утва: инж. Бранислава Николића, Драгослава Петковића, Јована Чубрило и Николу Димитријевића, да отпочну конструисање једног универзалног авиона који би по својим особинама задовољио потребе вишеструке намене. Тако су 1956. г. отпочели радови на пројектовању авиона Утва 56 намењеног за потребе туризма, пољопривреде, такси службе, санитета, спорта итд. Исте године фабрика Утва је припремила и отпочела израду прототипа овог авиона, јер су прорачуни обећавали да ће он задовољити основну намену. У ствари, у почетку су планирана два прототипа, један са мотором Лајкоминг од 260 КС и други са мотором Прага Дорис од 240 КС, али је на крају израђен само онај са мотором Лајкоминг.

## Технички опис
Авион је био намењен за обуку пилота, тренажу, туристичке, спортске и пословне намене, амбуланту аеро фото снимање и као хидроавион. Нарочито је коришћен у пољопривредној авијацији. Пилотска кабина опремљена је дуплим командама лета. Померањем предњег десног и задњих седишта (амбулантна/санитет верзија) у авион су се могла сместити два носила са повређеним особама. На стајни трап су се могле монтирати скије, точкови или пловци. Укупно је произведено 37 примерака ових авиона који су били у експлоатацији читав низ година. Није сачуван ни један примерак овог авиона.
Труп авиона Утва 56/60 је металне семи-монокок конструкције. Он је био први авион Утвине производње који је направљен потпуно од метала. Кабина је била пространа и омогућавала је добру видљивост.  У њу су се комотно могле сместити четири одрасле особе (пилот и три путника).
Авион Утва 56 је био опремљен америчким мотором Lycoming GO-435 C2B2 снаге 260 КС, Утва 60 нешто јачим мотором Lycoming GO-480 B1A1 снаге 270 КС, а хидро авион Утва 60H је имао још јачи мотор Lycoming GO-480 снаге 295 КС. Ваздушно хлађење се регулише отварањен и затварањем жалузина на доњем делу оплате мотора. Сви авиони су имали двокраку вучну елису фиксног корака америчког произвођача Hartzell HC.
Авион је висококрилац тако да је крило уједно и било кров кабине, оно је са обе стране било подупрто са танком упорницом. Аеропрофил крила је био NACA 4412, виткост крила је 7,19 а релативна дебљина 12%. Крило је четвртасто до упорница а онда до крајева крила трапезастог облика. На правоугаоном делу крила су угрђена закрилца а на трапезастом делу крила су уграђена крилца. У правоугаоном делу крила између две рамењаче су смештена два резервоара за гориво. Конструкција крила је била од дуралуминијума а облога од равног алуминијумског лима
Хоризонтални и вертикални стабилизатори су трапезастог облика, имају по једну рамењачу и неколико уздужница. Све репне површине су израђене од метала. Кормило висине и кормило правца су обложене таласастим лимом.
Стајни трап авиона је класичан фиксан трицикл, са две слободно носеће предње ноге, а испод репа авиона налази се трећи точак. Све три ноге авиона су неувлачеће. На свим ногама су се налазили точкови са нископритисним (балонским) гумама и хидрауличним кочницама. Код хидроавиона овог типа, уместо стајног трапа на авион је монтиран пар пловака властите конструкције са депласманом од 1600 литара сваки. Монтажа пловака уместо класичног стајног трапа са точковима траје око два сата.

### Варијанте авиона Утва 56/60
- Утва 56 - са мотором Lycoming GO-435 снаге 260 KS
- Утва 60 (V-50) - са мотором Lycoming GO-480 снаге 270 KS
- Утва 60 АТ1 - основна варијанта авиона, општа намена, такси, падобранци, мотор Lycoming GO-480 снаге 270 KS
- Утва 60 АТ2 - спортска варијанта са дуплим командама, као АТ1 + обука пилота, мотор Lycoming GO-480 снаге 270 KS
- Утва 60 АG - авион за пољопривредну авијацију, мотор Lycoming GO-480 снаге 270 KS
- Утва 60 AM - амбулантна верзија за превоз болесних и рањеника, мотор Lycoming GO-480 снаге 270 KS
- Утва 60 AF - верзија авиона за аерофото снимање, мотор Lycoming GO-480 снаге 270 KS
- Утва 60H EDO - хидроавион са ЕДО пловцима и мотором Lycoming GO-480 снаге 270 KS
- Утва 60H BIN/P - хидроавион са БИН пловцима и мотором Lycoming GO-480 снаге 295 KS
- Утва 60H BIN/ČS (V-50) - серијски хидроавион са БИН пловцима и мотором Lycoming GO-480 снаге 295 KS

## Технички подаци
| Типови            | Utva 56                                                                                                  | Utva 60-AG | Utva 60-AT1 | Utva 60-AM | Utva 60-H                                                                                     |
| ----------------- | --- | --- | --- | --- | --------------------------------------------------------------------------------------------- |
| Употреба          | Прототип                                                                                                 | Пољопривредни | Спортско-туристички                                                                                                 | Санитет | Хидроавион                                                                                    |
| Посада            | 1 | 1 | 1 | 1 | 1                                                                                             |
| Путници           | 3 | – | 3 | 2 лежећи / 1 седећи                                                                                                 | 3                                                                                             |
| Дужина            | 8,25 m                                                                                                   | 8,22 m | 8,22 m | 8,22 m | 8,22 m                                                                                        |
| Размах            | 11,40 m                                                                                                  | 11,40 m | 11,40 m | 11,40 m | 11,40 m                                                                                       |
| Висина            | 2,67 m                                                                                                   | 2,72 m | 2,72 m | 2,72 m | -                                                                                             |
| Површина крила    | 18,08 m²                                                                                                 | 18,08 m² | 18,08 m² | 18,08 m² | 18,08 m²                                                                                      |
| Виткост           | 7,19 | 7,19 | 7,19 | 7,19 | 7,19                                                                                          |
| Диедар            | 2° | 2° | 2° | 2° | 2°                                                                                            |
| Аеро профил       | NACA 4412 модификован                                                                                    | NACA 4412 модификован                                                                                               | NACA 4412 модификован                                                                                               | NACA 4412 модификован                                                                                               | NACA 4412 модификован                                                                         |
| Оптерећење крила  | 71,35 kg/m²                                                                                              | 90–95,50 kg/m² | 80–85,50 kg/m² | 80–85,50 kg/m² | 108 kg/m²                                                                                     |
| Оптерећење мотора | 4,96 kg/KS                                                                                               | 6,23 kg/KS | 5,57 kg/KS | 5,57 kg/KS | 6,50 kg/KS                                                                                    |
| Маса празног      | 830 kg                                                                                                   | 1002 kg | 952 kg | 986 kg | 1360 kg                                                                                       |
| Носивост          | 460 kg                                                                                                   | 728 kg | 588 kg | 556 kg | 590 kg                                                                                        |
| Полетна маса      | 1290 kg                                                                                                  | 1730 kg | 1448 kg | 1540 kg | 1950 kg                                                                                       |
| Максимална брзина | 260 km/h                                                                                                 | 238 km/h | 252 km/h | 238 km/h | 223 km/h                                                                                      |
| Путна брзина      | 230 km/h                                                                                                 | 219 km/h | 230 km/h | 219 km/h | 205 km/h                                                                                      |
| Минимална брзина  | 79 km/h                                                                                                  | 66 km/h | 73 km/h | 66 km/h | 85 km/h                                                                                       |
| Брзина пењања     | 6,00 m/s                                                                                                 | 6,20 m/s | 6,40 m/s | 6,20 m/s | 3,60 m/s                                                                                      |
| Плафон            | 6000 m                                                                                                   | 4900 m | 5200 m | 4900 m | 2800 m                                                                                        |
| max. Долет        | 700 km                                                                                                   | 750 km | 780 km | 750 km | 660 km                                                                                        |
| Дужина залета     | 100 m | 93–128 m | 92 m | 93 m | 310 m                                                                                         |
| Погонска група    | 1 × 6.цилиндрични клипни мотор Lycoming GO-435 C2B2 са Двокраки пропелер фикс. корак Hartzell HC-83×20IB | 1 × 6.цилиндрични клипни мотор Lycoming GO-480 G1H6 са Двокраки пропелер фикс. корак Hartzell HC-A2×20-1 B/101 33-3 | 1 × 6.цилиндрични клипни мотор Lycoming GO-480 G1H6 са Двокраки пропелер фикс. корак Hartzell HC-A2×20-1 B/101 33-3 | 1 × 6.цилиндрични клипни мотор Lycoming GO-480 G1H6 са Двокраки пропелер фикс. корак Hartzell HC-A2×20-1 B/101 33-3 | 1 × 6.цилиндрични клипни мотор Lycoming GO-480 G1A6 са Трокраки пропелер фикс. корак Hartzell |
| Снага             | 191 kW (260 KS)                                                                                          | 200 kW (272 KS) | 200 kW (272 KS) | 200 kW (272 KS) | 217 kW (295 KS)                                                                               |

## Оперативно коришћење
Укупно са прототиповима је произведено 37 примерака свих типова ових авиона (Утва 56: 1примерак а Утва 60: 36 примерака).  Шест хидроавиона Утва 60H је купила Југословенска ратна морнарица, три авоиона Утва 60 AF је купило Ратно ваздухопловство за потребе Војног географског завода. Пољопривредни авион Утва 60AG је купила Привредна Авијација Осјек 10 примерака а по два примерка  привредне авијације из Сомбора, Панчева и Загреба. Основни модел Утве 60АТ  је купила Пан Адрија 4 примерка а остали су још купили 6 авиона овог типа.
Авиони типа Утва 56/60 су се дуго користили и са њима није било неких великих проблема, био је поуздан и економичан авион, не зна се да ли је сачуван и један примерак овог авиона. На бази доброг искуства и репутације коју је створио овај авион приступило се пројектовању његовог наследника авиона Утва 66 који је пројектован за потреба Југословенског ратног ваздухопловства. За саму фабрику Утва овај авион је веома значајан јер јој је помогао да преброди кризу и настави ваздухопловну производњу.